# Table des caractères Unicode (E0000-E0FFF)
Cette page contient des caractères spéciaux ou non latins. S’ils s’affichent mal (▯, ?, etc.), consultez la page d’aide Unicode.
Cette page décrit la liste des caractères Unicode codés de U+E0000 à U+E0FFF en hexadécimal (917 504 à 921 599 en décimal).

## Sous-ensembles
La liste suivante montre les sous-ensembles spécifiques de cette portion d’Unicode.
| Sous-ensemble         | Réservés | Réservés | Décimal | Décimal |
| Sous-ensemble         | Début    | Fin      | Début   | Fin     |
| --------------------- | -------- | -------- | ------- | ------- |
| Caractères étiquettes | E0000    | E007F    | 917 504 | 917 631 |
| —                     | E0080    | E00FF    | 917 632 | 917 759 |

| Sous-ensemble                          | Réservés | Réservés | Décimal | Décimal |
| Sous-ensemble                          | Début    | Fin      | Début   | Fin     |
| -------------------------------------- | -------- | -------- | ------- | ------- |
| Sélecteurs de variante supplémentaires | E0100    | E01EF    | 917 760 | 917 999 |
| —                                      | E01F0    | EFFEF    | 918 000 | 983 023 |

## Liste

### Caractères étiquettes
| en fr   | 0     | 1       | 2   | 3   | 4   | 5   | 6   | 7   | 8   | 9   | A   | B   | C    | D   | E   | F     |
| ------- | ----- | ------- | --- | --- | --- | --- | --- | --- | --- | --- | --- | --- | ---- | --- | --- | ----- |
| U+E0000 |       | début ⚑ |     |     |     |     |     |     |     |     |     |     |      |     |     |       |
| U+E0010 |       |         |     |     |     |     |     |     |     |     |     |     |      |     |     |       |
| U+E0020 | ESP ⚑ | ! ⚑     | " ⚑ | # ⚑ | $ ⚑ | % ⚑ | & ⚑ | ' ⚑ | ( ⚑ | ) ⚑ | * ⚑ | + ⚑ | , ⚑  | - ⚑ | . ⚑ | / ⚑   |
| U+E0030 | 0 ⚑   | 1 ⚑     | 2 ⚑ | 3 ⚑ | 4 ⚑ | 5 ⚑ | 6 ⚑ | 7 ⚑ | 8 ⚑ | 9 ⚑ | : ⚑ | ; ⚑ | < ⚑  | = ⚑ | > ⚑ | ? ⚑   |
| U+E0040 | @ ⚑   | A ⚑     | B ⚑ | C ⚑ | D ⚑ | E ⚑ | F ⚑ | G ⚑ | H ⚑ | I ⚑ | J ⚑ | K ⚑ | L ⚑  | M ⚑ | N ⚑ | O ⚑   |
| U+E0050 | P ⚑   | Q ⚑     | R ⚑ | S ⚑ | T ⚑ | U ⚑ | V ⚑ | W ⚑ | X ⚑ | Y ⚑ | Z ⚑ | [ ⚑ | \ ⚑  | ] ⚑ | ^ ⚑ | _ ⚑   |
| U+E0060 | ` ⚑   | a ⚑     | b ⚑ | c ⚑ | d ⚑ | e ⚑ | f ⚑ | g ⚑ | h ⚑ | i ⚑ | j ⚑ | k ⚑ | l ⚑  | m ⚑ | n ⚑ | o ⚑   |
| U+E0070 | p ⚑   | q ⚑     | r ⚑ | s ⚑ | t ⚑ | u ⚑ | v ⚑ | w ⚑ | x ⚑ | y ⚑ | z ⚑ | { ⚑ | \| ⚑ | } ⚑ | ~ ⚑ | fin ⚑ |

### Sélecteurs de variante supplémentaires
| en fr   | 0       | 1       | 2       | 3       | 4       | 5       | 6       | 7       | 8       | 9       | A       | B       | C       | D       | E       | F       |
| ------- | ------- | ------- | ------- | ------- | ------- | ------- | ------- | ------- | ------- | ------- | ------- | ------- | ------- | ------- | ------- | ------- |
| U+E0100 | S V 17  | S V 18  | S V 19  | S V 20  | S V 21  | S V 22  | S V 23  | S V 24  | S V 25  | S V 26  | S V 27  | S V 28  | S V 29  | S V 30  | S V 31  | S V 32  |
| U+E0110 | S V 33  | S V 34  | S V 35  | S V 36  | S V 37  | S V 38  | S V 39  | S V 40  | S V 41  | S V 42  | S V 43  | S V 44  | S V 45  | S V 46  | S V 47  | S V 48  |
| U+E0120 | S V 49  | S V 50  | S V 51  | S V 52  | S V 53  | S V 54  | S V 55  | S V 56  | S V 57  | S V 58  | S V 59  | S V 60  | S V 61  | S V 62  | S V 63  | S V 64  |
| U+E0130 | S V 65  | S V 66  | S V 67  | S V 68  | S V 69  | S V 70  | S V 71  | S V 72  | S V 73  | S V 74  | S V 75  | S V 76  | S V 77  | S V 78  | S V 79  | S V 80  |
| U+E0140 | S V 81  | S V 82  | S V 83  | S V 84  | S V 85  | S V 86  | S V 87  | S V 88  | S V 89  | S V 90  | S V 91  | S V 92  | S V 93  | S V 94  | S V 95  | S V 96  |
| U+E0150 | S V 97  | S V 98  | S V 99  | S V 100 | S V 101 | S V 102 | S V 103 | S V 104 | S V 105 | S V 106 | S V 107 | S V 108 | S V 109 | S V 110 | S V 111 | S V 112 |
| U+E0160 | S V 113 | S V 114 | S V 115 | S V 116 | S V 117 | S V 118 | S V 119 | S V 120 | S V 121 | S V 122 | S V 123 | S V 124 | S V 125 | S V 126 | S V 127 | S V 128 |
| U+E0170 | S V 129 | S V 130 | S V 131 | S V 132 | S V 133 | S V 134 | S V 135 | S V 136 | S V 137 | S V 138 | S V 139 | S V 140 | S V 141 | S V 142 | S V 143 | S V 144 |
| U+E0180 | S V 145 | S V 146 | S V 147 | S V 148 | S V 149 | S V 150 | S V 151 | S V 152 | S V 153 | S V 154 | S V 155 | S V 156 | S V 157 | S V 158 | S V 159 | S V 160 |
| U+E0190 | S V 161 | S V 162 | S V 163 | S V 164 | S V 165 | S V 166 | S V 167 | S V 168 | S V 169 | S V 170 | S V 171 | S V 172 | S V 173 | S V 174 | S V 175 | S V 176 |
| U+E01A0 | S V 177 | S V 178 | S V 179 | S V 180 | S V 181 | S V 182 | S V 183 | S V 184 | S V 185 | S V 186 | S V 187 | S V 188 | S V 189 | S V 190 | S V 191 | S V 192 |
| U+E01B0 | S V 193 | S V 194 | S V 195 | S V 196 | S V 197 | S V 198 | S V 199 | S V 200 | S V 201 | S V 202 | S V 203 | S V 204 | S V 205 | S V 206 | S V 207 | S V 208 |
| U+E01C0 | S V 209 | S V 210 | S V 211 | S V 212 | S V 213 | S V 214 | S V 215 | S V 216 | S V 217 | S V 218 | S V 219 | S V 220 | S V 221 | S V 222 | S V 223 | S V 224 |
| U+E01D0 | S V 225 | S V 226 | S V 227 | S V 228 | S V 229 | S V 230 | S V 231 | S V 232 | S V 233 | S V 234 | S V 235 | S V 236 | S V 237 | S V 238 | S V 239 | S V 240 |
| U+E01E0 | S V 241 | S V 242 | S V 243 | S V 244 | S V 245 | S V 246 | S V 247 | S V 248 | S V 249 | S V 250 | S V 251 | S V 252 | S V 253 | S V 254 | S V 255 | S V 256 |